# Florenty von Lisiecki
Florenty Valentin von Lisiecki, auch Florentin Valentin von Lisiecki (* 3. Februar 1810 in Wierzenica bei Posen; † 18. Februar 1875 in Schrimm) war ein deutsch-polnischer Jurist und Politiker. Er war Abgeordneter der Preußischen Nationalversammlung und Mitglied des Preußischen Abgeordnetenhauses (1849–1851).

## Leben
Als Sohn eines Gutspächters geboren, erhielt von Lisiecki zuerst Heimunterricht und besuchte dann von 1820 bis 1827 die Departementschule in Kalisch, bevor er von 1828 bis 1831 das Gymnasium in Gera besuchte, wo er erst die deutsche Sprache erlernte. Während seines Studiums in Jena wurde er 1831 Mitglied der Jenaischen Burschenschaft und 1832 Renonce der Burschenschaft Germania Jena. Deshalb wurde er vor dem Jenaer Universitätsgericht angeklagt und zu 8 Tagen Karzer verurteilt. Später wurde er deshalb auch im „Schwarzen Buch“ der Frankfurter Bundeszentralbehörde (Nr. 1035) vermerkt. Im Sommersemester 1832 wurde er Mitglied des Jenaischen Akademischen Gesangvereins. Nach seinem Studium war er als Rechtsanwalt und Justizkommissar in Pleschen tätig. Er war Verteidiger bei den Polenprozessen. 1848 wurde er Abgeordneter der Preußischen Nationalversammlung für den Wahlkreis Pleschen und Mitglied des Preußischen Abgeordnetenhauses (1849–1851) für Wahlkreise in Posen für die Polen-Partei/Äußerste Linke.